# Elsässer Saibling
Der Elsässer Saibling (Salvelinus alpinus × fontinalis) ist ein Speisefisch, der als Kreuzungsprodukt aus Seesaibling (Salvelinus alpinus) und Bachsaibling (Salvelinus fontinalis) gewonnen wird. Mit der Kreuzung sollen die wünschenswerten Eigenschaften der beiden Elternarten kombiniert werden (Heterosiseffekt). So wachsen Bachsaiblinge schneller, während Seesaiblinge bessere Schlachtmerkmale aufweisen.
Der Elsässer Saibling ist in seinem Erscheinungsbild intermediär, das heißt, er hat eine Mischung aus dem Aussehen beider Elternteile. Er zeigt weiße Flossenränder an den paarigen Flossen (Brustflossen und Bauchflossen) und an der Afterflosse. Die für Saiblinge typische Marmorierung ist bei den Elsässer Saiblingen in ihrer Intensität zwischen der leichteren der Seesaiblinge und der stärkeren der Bachsaiblinge ausgeprägt. Meist sind die Tiere der mütterlichen Art etwas ähnlicher als der väterlichen.